# Palyang
Palyang (o Bayang; Tibet, ?) és una conservacionista mediambiental i diarista tibetana. Tot i que gairebé no va transcendir cap aspecte de la seua trajectòria o vida personal, va guanyar notorietat internacional atés que la radiotelevisió britànica BBC la va distingir com una de les dones més influents al món del 2023.
La selecció anual 100 Women de la BBC de 2023 la va definir com una activista climàtica resident a la província xinesa de Qinghai i pertanyent a la Xarxa de Dones Mediambientalistes de Sanjiangyuan. Per mor dels efectes ja visibles del canvi climàtic en l'altiplà del Tibet, Palyang havia encapçalat com a referent social i de manera sostinguda la documentació, en un diari científic, dels canvis en el paisatge, en la flora i en la fauna, així com les dinàmiques ecològiques i les modificacions en els sistemes hídrics d'eixe indret.
Endemés, també havia perfeccionat diverses a l'hora de crear productes comercialitzables a partir de recursos locals, tals com labials, sabons, cinturons o bosses per tal d'encoratjar al consum responsable i de proximitat i protagonitzà el documental The Call of Glaciers.